# スリランカ・ムーア
スリランカ・ムーア（英語: Sri Lankan Moors）は、スリランカの民族。総人口の9.23%を占めるスリランカで3番目に大きいエスニックグループである。主にイスラム教を信奉することから、単にムスリムとも呼ばれる。
スリランカ・ムーアの起源は、8世紀から15世紀にかけてスリランカを訪れ、スリランカに住み着いたアラブ人商人達（ムーア人）である。初期の商人が用いていたアラビア語は使われなくなって久しいが、アラビア語由来の単語や語句は現代でも一般的に使われている。また過去には独自の言語としてアルウィー語も生み出したが、これも現代では使われなくなっている。
今日のスリランカ・ムーアは、アラビア語の影響を受けたタミル語を母語としている。 スリランカ中部から南部にかけてに居住するムーア人は、スリランカの多数派民族であるシンハラ人が用いるシンハラ語もまた広く用いている。南部や中部、西部のムスリム学校ではシンハラ語とタミル語で授業が行われている。またいくつかのマドラサでもシンハラ語による授業が行われている。
スリランカ・ムーアは主に沿岸部において交易と農業を営みながら、南アジアの風俗を取り込みつつも、伝統的なイスラム文化を維持してきた。ポルトガル植民地時代にはムーア人に対する大規模な迫害が行われ、多くの人々が中部高地地帯や東海岸へと逃亡した。これらの地域では、現代でもその末裔が多く居住している。

県別のスリランカ・ムーアのパーセンテージ（1981年と2001年の国勢調査より）